# ISUスケーティングアワード

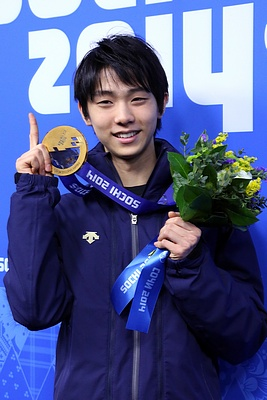
オリンピック 2連覇を達成した羽生結弦が初代最優秀選手賞（MVS）を受賞

ISUスケーティングアワード（ISU Skating Awards）は、国際スケート連盟 の年度表彰式。審査員は、熟練したフィギュアスケートの専門家から構成され、ISUの評議員が審査員議長を務め、7部門各賞の受賞者を慎重に決定する。

## 概要
初開催は世界選手権に合わせて開催され、各国の選手が出席して各賞の表彰が行われると発表された。表彰項目は、最優秀選手賞(MVS)、エンターテインメント賞、最優秀新人賞、最優秀衣装賞、 最優秀コーチ賞、最優秀振付賞、特別功労賞及び、生涯功労賞。初開催の2020年の表彰式は、(COVID-19)の影響によりモントリオールでの世界選手権が中止の為、翌年の7月にオンラインで開催された。

## 歴代受賞者
| 年           | 各賞                   | 受賞者                                                                             | 主な戦績                                                            |
| ------------ | ---------------------- | ---------------------------------------------------------------------------------- | ------------------------------------------------------------------- |
| 2020年 第1回 | 最優秀選手賞【MVS】    | 羽生結弦                                                                           | オリンピック2大会連続金メダリスト スーパースラム達成                |
| 2020年 第1回 | エンターテインメント賞 | ギヨーム・シゼロン ガブリエラ・パパダキス                                          | オリンピック金メダリスト                                            |
| 2020年 第1回 | 最優秀新人賞           | アリョーナ・コストルナヤ                                                           | 欧州選手権優勝                                                      |
| 2020年 第1回 | 最優秀衣装賞           | マディソン・チョック エヴァン・ベイツ                                              | 世界選手権準優勝                                                    |
| 2020年 第1回 | 最優秀コーチ賞         | エテリ・トゥトベリーゼ                                                             |                                                                     |
| 2020年 第1回 | 最優秀振付賞           | シェイ＝リーン・ボーン                                                             | 世界選手権優勝                                                      |
| 2020年 第1回 | 生涯功労賞             | カート・ブラウニング                                                               | 世界選手権通算4回優勝                                               |
| 2021年 第2回 | 生涯功労賞             | ジェーン・トービル クリストファー・ディーンタマラ・モスクビナ アレクセイ・ミーシン | オリンピック金メダリスト世界選手権準優勝                            |
| 2023年 第3回 | 最優秀選手賞【MVS】    | ネイサン・チェン                                                                   | オリンピック金メダリスト                                            |
| 2023年 第3回 | エンターテインメント賞 | ギヨーム・シゼロン ガブリエラ・パパダキス                                          | オリンピック金メダリスト                                            |
| 2023年 第3回 | 最優秀新人賞           | イザボー・レヴィト                                                                 | グランプリファイナル準優勝                                          |
| 2023年 第3回 | 最優秀衣装賞           | マディソン・チョック エヴァン・ベイツ                                              | 世界選手権優勝                                                      |
| 2023年 第3回 | 最優秀コーチ賞         | パトリス・ローゾン                                                                 | 世界選手権2回連続準優勝                                             |
| 2023年 第3回 | 最優秀振付賞           | シェイ＝リーン・ボーン                                                             | 世界選手権優勝                                                      |
| 2023年 第3回 | 特別功労賞             | イリア・マリニン                                                                   | 世界選手権3位                                                       |
| 2023年 第3回 | 生涯功労賞             | カタリナ・ヴィット                                                                 | オリンピック2大会連続金メダリスト                                   |
| 2024年 第4回 | 最優秀選手賞【MVS】    | イリア・マリニン                                                                   | 世界選手権優勝                                                      |
| 2024年 第4回 | エンターテインメント賞 | アダム・シャオ・イム・ファ                                                         | 世界選手権3位                                                       |
| 2024年 第4回 | 最優秀新人賞           | 吉田陽菜                                                                           | グランプリファイナル3位                                             |
| 2024年 第4回 | 最優秀衣装賞           | ルナ・ヘンドリックス                                                               | 世界選手権準優勝                                                    |
| 2024年 第4回 | 最優秀コーチ賞         | 濱田美栄                                                                           |                                                                     |
| 2024年 第4回 | 最優秀振付賞           | ブノワ・リショー                                                                   |                                                                     |
| 2024年 第4回 | 特別功労賞             | ディアナ・ステラート                                                               | 世界選手権優勝                                                      |
| 2024年 第4回 | 生涯功労賞             | ブライアン・オーサー                                                               | オリンピック2大会連続銀メダリスト                                   |
| 2025年 第5回 | 年間最優秀選手賞       | イリア・マリニンマディソン・チョック エヴァン・ベイツ                              | 世界選手権連覇世界選手権3連覇                                       |
| 2025年 第5回 | エンターテインメント賞 | イリア・マリニン                                                                   | 世界選手権連覇                                                      |
| 2025年 第5回 | 最優秀新人賞           | エカテリーナ・ゲイニシュ ドミトリー・チギリョフ                                    | アジア冬季競技大会優勝                                              |
| 2025年 第5回 | 最優秀衣装賞           | オリヴィア・スマート ティム・ディーク                                              | スケートアメリカ3位                                                 |
| 2025年 第5回 | 最優秀コーチ賞         | タチアナ・マリニナ ロマン・スコルニアコフ                                          | マリニナ：四大陸選手権優勝 スコルニアコフ：アジア冬季競技大会準優勝 |
| 2025年 第5回 | 最優秀振付賞           | シェイ＝リーン・ボーン                                                             | 世界選手権優勝                                                      |
| 2025年 第5回 | 生涯功労賞             | スコット・ハミルトン                                                               | オリンピック金メダリスト                                            |